# Anatoli Rybakov
Anatoli Naúmovich Rybakov (en ruso: Анато́лий Нау́мович Рыбако́в; 14 de enero de 1911, Chernígov, Imperio ruso — 23 de diciembre de 1998, Nueva York, Estados Unidos) fue un escritor soviético.
Es el autor de novelas como la antiestalinista Niños del Arbat (Дети Арбата), la novela La arena pesada (Тяжёлый песок) y muchos libros infantiles. Una de sus últimas obras fueron sus memorias La novela de los recuerdos (Роман-Воспоминание) acerca de toda la gente que había conocido a lo largo de su vida, pasando por Iósif Stalin, Borís Yeltsin, Bulat Okudzhava o Vladímir Tendriakov. 